# بؤرة التنوع الحيوي

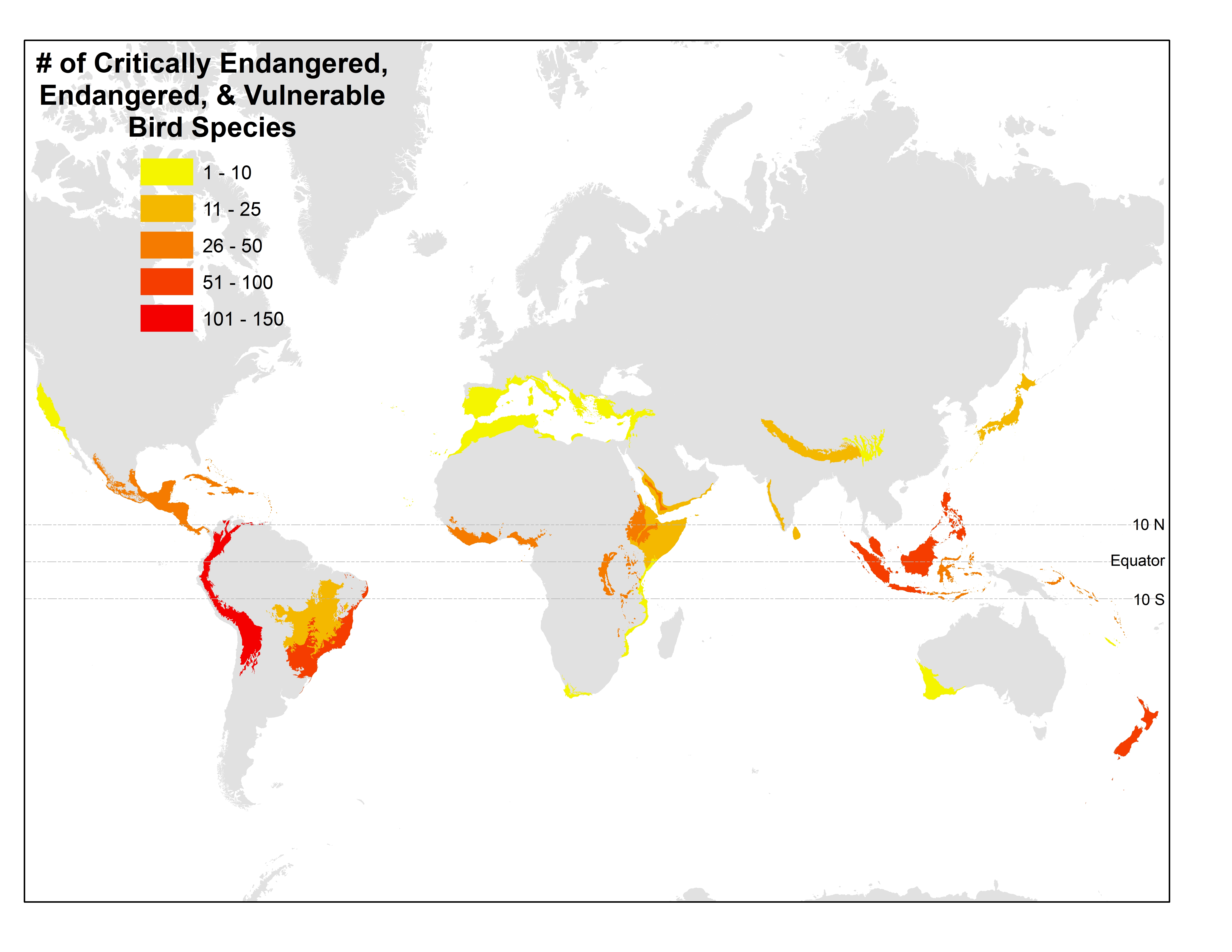

إن بؤرة التنوع الحيوي (بالإنجليزية: Biodiversity hotspot) هي منطقة جغرافية حيوية ذات مستويات كبيرة من التنوع البيولوجي المهددة بالسكن البشري.
كتب نورمان مايرز عن هذا المفهوم في مقالتين في «البيئي» (1988)، و1990 عرف المفهوم بعد التحليل الشامل الذي أجراه مايرز وآخرون «بؤرة التنوع الحيوي: أغنى مناطق الأرض من الناحية البيولوجية وأكثرها خطرًا»
ومن أجل أن تكون المنطقة مؤهلة كبؤرة للتنوع الحيوي في نسخة مايرز 2000 من خريطة البؤر، يجب أن تستوفي المنطقة معيارين صارمين: يجب أن تحتوي على 0.5٪ على الأقل أو 1500 نوع من النباتات الوعائية كمستوطن، ويجب أن تكون قد فقدت 70٪ على الأقل من الغطاء النباتي الأساسي. تنطبق على 36 منطقة حول العالم بموجب هذا التعريف. هذه المواقع تدعم ما يقرب من 60٪ من النباتات في العالم، الطيور والثدييات والزواحف، والبرمائيات. بعض هذه البؤر الحيوية تدعم ما يصل إلى 15000 نوع من النباتات المتوطنة وبعضها فقد ما يصل إلى 95٪ من موطنه الطبيعي.
تستضيف البؤر للتنوع البيولوجي نظمها البيئية المتنوعة على 2.4٪ فقط من سطح الكوكب، ومع ذلك، فإن المنطقة المحددة كبؤرة حيوية تغطي نسبة أكبر بكثير من الأرض. غطت البؤر الخمس والعشرون الأصلية 11.8٪ من مساحة سطح الأرض. بشكل عام، تغطي النقاط البؤر أكثر من 15.7٪ من مساحة سطح الأرض، ولكنها فقدت حوالي 85٪ من موطنها.